# Perú en los Juegos Olímpicos de la Juventud
Perú participa en los Juegos Olímpicos de la Juventud desde la primera edición, realizada en Singapur de 2010.
El país está representado ante los Juegos por el Comité Olímpico Peruano.

## Juegos Olímpicos de la Juventud de Verano
Para los Juegos Olímpicos de la Juventud 2010, Perú acudió con una delegación de 26 los cuales participaron en 10 disciplinas deportivas.

### Medallero
| Sede              | Atletas     | Oro | Plata | Bronce | Total | Posición |
| ----------------- | ----------- | --- | ----- | ------ | ----- | -------- |
| Singapur 2010     | 26          | 0   | 0     | 1      | 1     | 84/205   |
| Nankín 2014       | 39          | 1   | 0     | 1      | 2     | 47/201   |
| Buenos Aires 2018 | 16          | 0   | 0     | 0      | 0     | -        |
| Dakar 2026        | Por definir |     |       |        |       |          |
| Total             | Total       | 1   | 0     | 2      | 3     |          |

### Medallas por deporte
| Deporte  | Oro | Plata | Bronce | Total |
| -------- | --- | ----- | ------ | ----- |
| Fútbol   | 1   | 0     | 0      | 1     |
| Vela     | 0   | 0     | 1      | 1     |
| Voleibol | 0   | 0     | 1      | 1     |

## Juegos Olímpicos de la Juventud de Invierno
| Sede             | Atletas      | Oro | Plata | Bronce | Total | Posición |
| ---------------- | ------------ | --- | ----- | ------ | ----- | -------- |
| Innsbruck 2012   | 1            | 0   | 0     | 0      | 0     | -        |
| Lillehammer 2016 | No participó |     |       |        |       |          |
| Lausana 2020     | No participó |     |       |        |       |          |
| Gangwon 2024     | No Participó |     |       |        |       |          |
| Total            | Total        | 0   | 0     | 0      | 0     | -        |